# مقاطعة كريسب (جورجيا)
مقاطعة كريسب (بالإنجليزية: Crisp County)‏ هي إحدى المقاطعات في ولاية جورجيا في الولايات المتحدة الأمريكية.